# Pniewy (gemeente in powiat Szamotulski)
Gmina Pniewy is een stad- en landgemeente in het Poolse woiwodschap Groot-Polen, in powiat Szamotulski.
De zetel van de gemeente is in Pniewy.
Op 30 juni 2004 telde de gemeente 11 917 inwoners.

## Oppervlakte gegevens
In 2002 bedroeg de totale oppervlakte van gemeente Pniewy 158,57 km², waarvan:
- agrarisch gebied: 74%
- bossen: 16%

De gemeente beslaat 14,16% van de totale oppervlakte van de powiat.

## Demografie
Stand op 30 juni 2004:
| Omschrijving                   | Totaal | Totaal | Vrouwen | Vrouwen | Mannen | Mannen |
| ------------------------------ | ------ | ------ | ------- | ------- | ------ | ------ |
| eenheid                        | aantal | %      | aantal  | %       | aantal | %      |
| inwoners                       | 11 917 | 100    | 6215    | 52,2    | 5702   | 47,8   |
| bevolkingsdichtheid (inw./km²) | 75,2   | 75,2   | 39,2    | 39,2    | 36     | 36     |

In 2002 bedroeg het gemiddelde inkomen per inwoner 1690,29 zł.

## Administratieve plaatsen (sołectwo)
Chełmno, Dębina-Buszewo-Szymanowo, Dęborzyce, Jakubowo, Karmin, Kikowo, Konin, Koninek, Koszanowo, Lubocześnica, Lubosina-Lubosinek-Przystanki, Nojewo-Podborowo, Nosalewo, Orliczko, Podpniewki, Psarce, Psarskie, Rudka, Turowo, Zajączkowo, Zamorze.

## Aangrenzende gemeenten
Chrzypsko Wielkie, Duszniki, Kwilcz, Lwówek, Ostroróg, Szamotuły, Wronki